# Districtul Ban Chang
Ban Chang (în thailandeză บ้านฉาง) este un district (Amphoe) din provincia Rayong, Thailanda, cu o populație de 49.189 de locuitori și o suprafață de 238,4 km².

## Componență
Districtul este subdivizat în 3 subdistricte (tambon), care sunt subdivizate în 22 de sate (muban).
| Nr. | Nume        | În thailandeză | Sate | Locuitori |  |
| --- | ----------- | -------------- | ---- | --------- |  |
| 1.  | Samnak Thon | สำนักท้อน        | 8    | 16,442    |  |
| 2.  | Phla        | พลา            | 7    | 9,432     |  |
| 3.  | Ban Chang   | บ้านฉาง         | 7    | 23,315    |  |